# Adam Balaban
Adam Balaban war ein orthodoxer Adliger in Polen-Litauen im 16. und 17. Jahrhundert.

## Leben
Er war ein Bruder von Jesaja Balaban und ein Cousin des Starost Alexander Balaban.
1609 wurde er als Erbe in Przemyślany erwähnt, der sich an das Kloster Uniejów wandte. 1612 stellte er eine Urkunde aus, in der er Kosten für sein Kloster in Uhorniki übernahm, unterstützt von seinem Bruder Jesaja.
Sein weiteres Leben ist unbekannt.